# ミモトープ
ミモトープ（英: Mimotope）とはエピトープ（抗原決定基）の構造を模倣したペプチドである。

## 概要
近年、悪性腫瘍や関節リウマチをはじめとした疾患に抗体医薬がよく用いられているが、その欠点も多く見え始めている。例として非常に高価であること、完全ヒト化抗体ではない場合アナフィラキシーショックを引き起こす可能性を有していることなどがあげられる。これらを補うためエピトープと同様の配列を有するペプチドを作成し、ワクチンとして投与するという試みがなされている。このペプチドを作成するに当たってはまずエピトープの解析が必要となる。解析の結果得られた配列はエピトープそのものであることもそうでないこともあり、後者の場合に生成物のペプチドをミモトープペプチドと呼ぶ（ちなみにミモトープという言葉は「エピトープを模倣する（Epitope mimicing）」ということがその語源となっている）。ミモトープペプチドは抗原のエピトープを認識する抗体によって認識され、抗原と同様の反応性を引き起こす。しかし、現時点（2008年）ではヒトへ投与する段階には至っていない。